# Таино (группа народов)

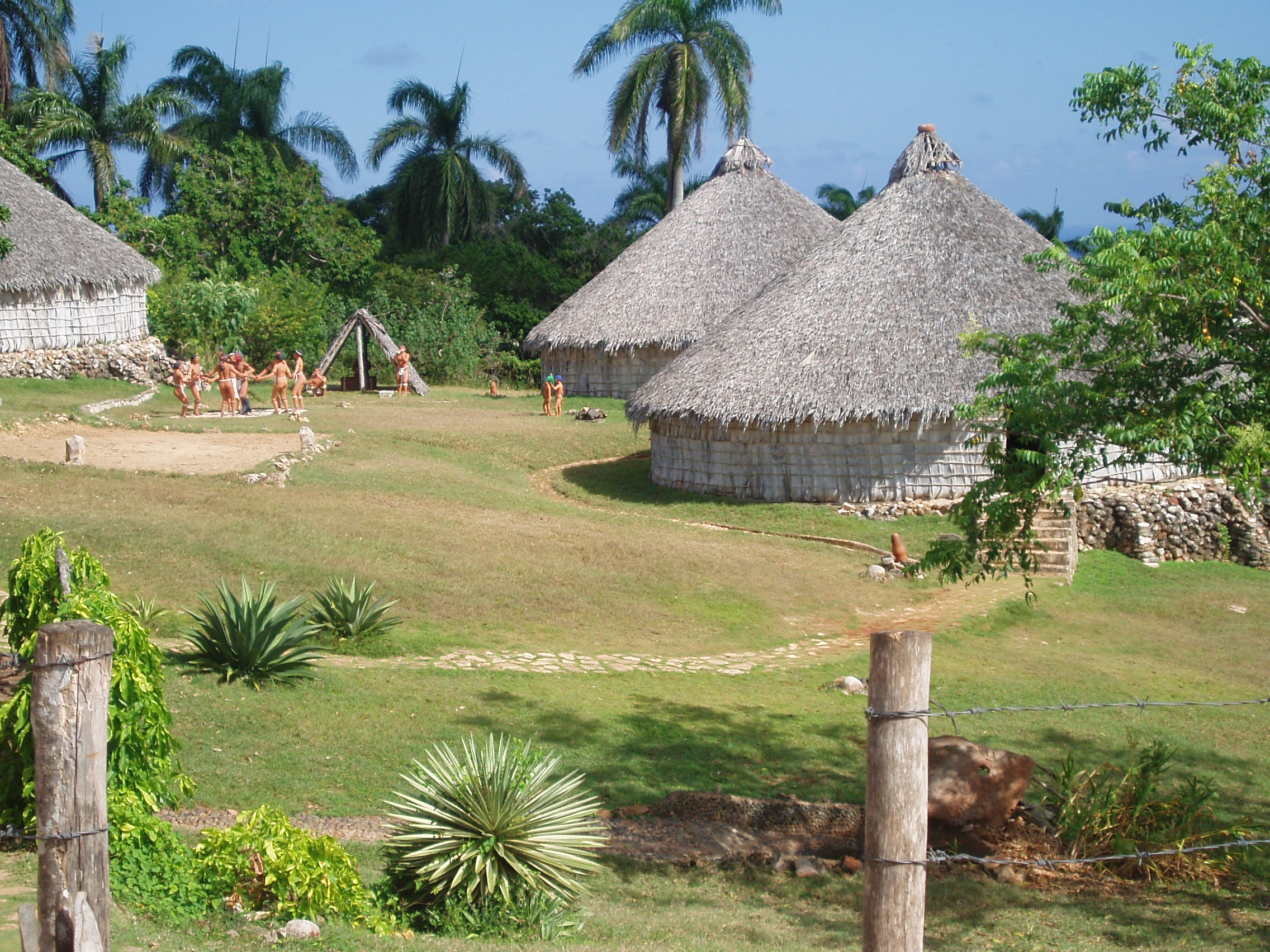
Реконструкция селения таи́но на Кубе

Таино (исп. Taíno) — собирательное обозначение ряда аравакских племён, населявших к моменту открытия Америки острова Гаити, Пуэрто-Рико, Куба, Ямайка, Багамские острова и ряд северных Малых Антильских островов до острова Гваделупа на юго-востоке. Среди них различаются классические таино на Гаити (кроме крайнего юго-запада), Пуэрто-Рико и востоке Кубы, западные таино в средней части Кубы, на крайнем юго-западе Гаити, на Ямайке и Багамских островах и восточные таино на северных Малых Антильских островах.
Наряду с таино в регионе проживали другие племена: родственные им сибонеи, а также масори, сигуайо, и др.

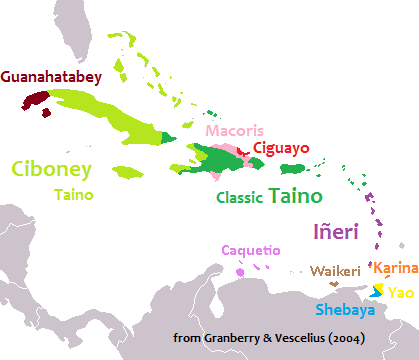
Языки Карибского региона в доколумбову эпоху (Грэнберри, Весселиус).

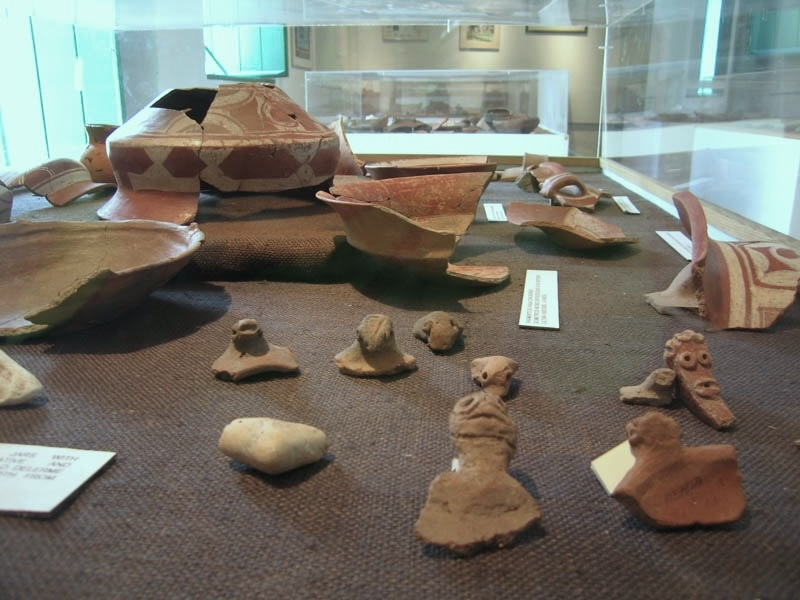
Керамика Таино

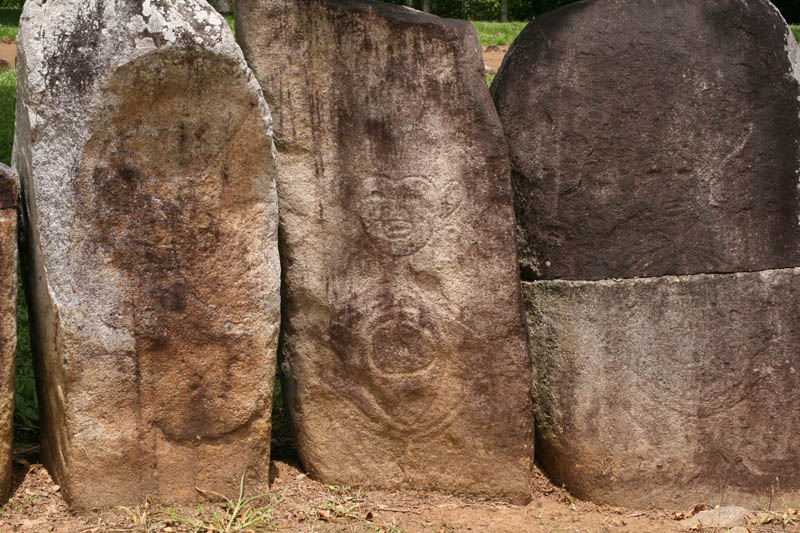
Церемониальный парк Таино

## История изучения
Открывший страну таино в 1492 году Христофор Колумб сначала полагал, что все жители этих островов говорят на одном и том же языке. Он писал: «На всех этих островах я не замечал большого разнообразия ни в облике людей, ни в их обычаях и языке. Напротив того — все они понимают друг друга…». Позже он сам понял, что это не так. Это известно из следующего исторического факта: Рамон Панэ, живший на острове Гаити в крепости Магдалена в провинции, населённой индейцами масорис, получил от Колумба указание отправиться в другую провинцию, к касику Гуарионешу. При этом Колумб якобы сказал Панэ, что язык масорис непонятен остальным индейцам острова, в то время как язык касика Гуарионеша понимался «по всей той земле». Так как Панэ знал только язык масорис, то он отправился к Гуарионешу с индейцем-масорис, знавшим оба местных языка. В работах Лас-Касаса можно найти неоднократные упоминания о трёх языках на Гаити. В его «Истории Индий» при описании первого плавания встречаются этнонимы «масорис» и «сигуайо», которые употреблены после описания встречи испанцев с воинственными лучниками на северо-востоке Гаити. Язык этих индейцев отличался от «общего» языка индейцев острова, писал Лас-Касас. Из другой части «Истории» явствует, что были две провинции, называвшиеся Масори: одна — Нижнее Масори, где находилась провинция Магдалена, другая — Верхнее Масори, находившаяся в горах к северу от долины Вега-Реаль. На страницах «Апологетической истории» утверждается, что языки обитателей Верхнего и Нижнего Масори различались между собой и отличались от «общего» языка Гаити. У Лас-Касаса объяснено значение слова «масори» — «странный», «чужой», «варвар». И в самом деле, в аравакских языках частица «ма» означает отсутствие какого-то качества, а слово «кори» (с вариантами «кари», «кери», «хери» и пр.) в некоторых языках южноамериканских индейцев значит «человек, мужчина» (например, кечуа qhari «мужчина, мужской»). В этом случае «масори» действительно должно пониматься как «нечеловек» и «чужой человек». То, что на Гаити отмечено много топонимов и этнонимов «масори», может говорить, видимо, о том, что на острове было несколько групп индейцев, считавших одна другую чужаками. Если они и имели свои собственные названия, то они не сохранились, за исключением, возможно, одного случая — сигуайев.
Если большинство населения Гаити говорило на родственных языках или диалектах, связанных с аравакскими языками Южной Америки, как это было доказано Д. Бринтоном, то язык «немых» индейцев запада острова был совершенно непонятен соседям. Относился ли он к более далёким ветвям аравакской языковой семьи или к иной языковой семье, сказать невозможно, так как в источниках пока не найдено никаких следов словарного фонда этого языка.
Ведущий научный сотрудник сектора Америки Института антропологии и этнографии РАН, специалист по индейцам Антильских островов доктор исторических наук Эдуард Григорьевич Александренков в своей книге «Индейцы Антильских островов до европейского завоевания» отмечает следующее:

«Следует сказать ещё об одном названии индейцев Гаити, широко распространённом в литературе об индейцах Антил. Речь идёт о таинах. В конце XV века слово „таино“ употреблялось индейцами не как этноним, а как социальный термин. Лишь в начале XX столетия и особенно после работ Харрингтона и Ловена таинами стали называть индейцев земледельцев Гаити периода завоевания этого острова испанцами и периода, непосредственно предшествующего завоеванию.»
В 2008 году Э. Г. Александренков дал следующее пояснение относительно термина «таино»: 

«Никогда не было индейского народа (или племени, как хотите) таино. Слово распространилось после того, как Свен Ловен назвал им одну из археологических культур на Больших Антилах, последнюю по времени до прихода европейцев. Когда-то это слово услышали испанцы от индейцев, когда те говорили „мы — хорошие“, в отличие, вероятно, от „плохих“-карибов, соседей с востока.»
Что касается Кубы, то уже после первого плавания Колумба вдоль южного берега острова стало известно, что в центральной и восточной областях живут индейцы, понимающие язык индейцев Багамских островов, а на западе говорят на непонятном для багамцев языке. Позже в источниках появляются названия групп коренного населения, обособленных по каким-либо признакам. Одно из них, гуанахатабибе или гуанахакабеи, можно отнести к той части Кубы, где обитали индейцы, речь которых не смог понять переводчик Колумба с Багам. Эта группа выделялась не только языком, но и образом жизни. В отличие от земледельцев центральных и восточных областей гуанахатабеи (как их сейчас называют учёные) жили только охотой и рыболовством и не строили хижин. Гуанахатабеи были представителями первой волны заселения Больших Антил, которых таино оттеснили на крайний запад Кубы, и к таино их не относят. По описаниям, гуанахатабеи Кубы очень напоминают «немых» индейцев запада Гаити, однако ныне запад Гаити включается в ареал расселения западных таино (см. выше). Кроме этих индейцев на Кубе называются сибонеи — жители средней части острова, также не относимые к таино, — и «индейцы садов» («Садами короля» и «Садами королевы» именовались два архипелага небольших островов — кайо — вблизи северного и южного берегов Кубы; в некоторых источниках эти группы называются кайо). В «Истории Индий» Лас-Касас говорит, кроме того, об индейцах, переселившихся на Кубу с Гаити.
Ранее считалось, что мореплаватели таи́но родственны аравакам Южной Америки. Их язык относится к майпурским языкам, распространённым в Южной Америке и в Карибском море, входящим в состав аравакской языковой семьи. Багамские таино назывались юкайцами, или лукайо (Багамы, Теркс и Кайкос известны как Лукаянские острова).
Некоторые исследователи проводят различие между нео-таино Кубы, лукайо Багамских островов, Ямайки и в меньшей степени Гаити и кискейя (Quisqueya) (примерно территория Доминиканской Республики) и истинными таино Борикена (Boriquen) (Пуэрто-Рико). Они считают такое различение важным, поскольку нео-таино характеризуются бо́льшим культурным разнообразием и более значительной социальной и этнической неоднородностью по сравнению с первоначальными таино.
Во время прибытия Колумба в 1492 году на территории Эспаньолы было пять «королевств» или территорий, во главе каждой из которых стоял касик (вождь), которому платилась дань. Во время испанских завоеваний крупнейшие населённые пункты таино насчитывали до 3 тысяч человек и более.
Исторически таино были соседями и соперниками караибов, другой группы племён, ведущих своё происхождение из Южной Америки, которые в основном населяли Малые Антильские острова. Отношениям между этими двумя группами посвящено много исследований.
Утверждается, что таино вымерли в XVII веке от завезённых болезней и последствий принудительного включения в плантационную экономику, которую внедрила Испания в своих карибских колониях с последующим ввозом рабов из Африки. Утверждается, что имела место значительная метисация, а также что несколько индейских селений сохранились до XIX века на Кубе. Испанцы, которые первыми высадились на Багамских островах, Кубе и Эспаньоле в 1492 году, а затем на Пуэрто-Рико, не привезли с собой женщин. Они вступали в гражданский брак с женщинами таино. От этих браков рождались дети-метисы.

## Происхождение
Существует точка зрения, что таи́но попали на Карибские острова через Гайану и Венесуэлу на Тринидад, впоследствии распространившись на север и запад по всем Антильским островам около 1000 года до н. э., после миграции сибонеев. Однако последние открытия показали, что более точной гипотезой является их близость к древнему племени колья в Андах. Таи́но активно торговали с другими племенами Флориды и Центральной Америки, где у них иногда размещались форпосты, хотя постоянных поселений не было. Караибы последовали за таи́но на Антильские острова ок. 1000 года н. э., где они вытеснили и ассимилировали игнери, аравакский этнос Малых Антильских островов. Они так и не смогли закрепиться на Больших Антильских островах или на самом севере Малых Антильских островов.
Караибы ведут своё происхождение от населения южно-американского континента. Караибов иногда относят к аравакам, хотя языковое сходство могло сложиться в течение столетий тесных контактов между этими группами, как до переселения на Карибские острова, так и после этого (см. ниже). В любом случае, между араваками и караибами наблюдается достаточно различий в общественно-политической организации для отнесения их к разным народам.

### Терминология
Знакомство европейцев с таи́но происходило поэтапно по мере колонизации ими бассейна Карибского моря.
Другие прибывающие в Южную Америку европейцы назвали тот же этнос араваками по аравакскому слову, обозначающему муку маниока (тапиоки), которая являлась основным продуктом питания этого этноса. Со временем этнос стали называть араваками (англ. Arawak), а язык — аравакским. Позднее выяснилось, что культура и язык, равно как и этническая принадлежность людей, известных как араваки и как таино, были одними и теми же, и зачастую среди них различали материковых таино или материковых араваков, живущих в Гайане и в Венесуэле, островных таино или островных араваков, населяющих Наветренные острова и просто таино, живущих на Больших Антильских островах и на Подветренных островах.
Длительное время путешественники, историки, лингвисты, антропологи использовали эти термины вперемешку. Словом таино порой обозначали только племена Больших Антильских островов, иногда к ним относили ещё племена Багамских островов, иногда — Подветренных островов или их всех вместе взятых, за исключением племён Пуэрто-Рико и Подветренных островов. К островным таино относили обитателей только Наветренных островов, только население северной части Карибского бассейна или жителей всех островов. В настоящее время современные историки, лингвисты и антропологи полагают, что термином «таино» следует обозначать все племена таино/араваков, кроме караибов. Ни антропологи, ни историки не считают караибов тем же этносом, хотя лингвисты по-прежнему спорят о том, не является ли караибский язык аравакским диалектом или креольским языком, или, возможно, отдельным языком, притом что в общении часто используется пиджин аравакский язык.

## Культура и образ жизни
Посередине типового поселения таино (юкайе́к) находилась ровная площадка (батей), где проходили общественные мероприятия: игры, празднования и публичные церемонии. Площадку окружали дома. Таино играли в церемониальную игру в мяч под названием «бату». В игре участвовали команды игроков (от 10 до 30 человек в каждой). Мяч изготавливался из литого каучука. Бату также служила для урегулирования конфликтов между общинами.
В обществе таино выделялись четыре основные группы:
1. набория (простые люди)
2. нитаино (младшие вожди)
3. бохики (священнослужители/врачеватели)
4. касики (вожди)

Часто основное население проживало в больших круглых хижинах (бохио), сооружённых из деревянных жердей, плетёных соломенных циновок и пальмовых листьев. В таких хижинах размещалось 10-15 семей. Касики со своими семьями жили в прямоугольных строениях (каней) аналогичной конструкции с деревянным крыльцом. Из мебели в доме находились гамаки из хлопка (хамака), пальмовые маты, деревянные стулья (дуйо) с плетёными сиденьями, помосты, детские колыбели. У некоторых племён таино практиковалась полигамия. У мужчин могло быть 2 или 3 жены, иногда у женщин было 2 или 3 мужа, а касики имели до 30 жён.
Таино в основном занимались земледелием, а также рыболовством и охотой. Распространённой причёской была чёлка спереди и длинные волосы сзади. Иногда они носили золотые украшения, раскрашивали себя, украшали себя раковинами. Иногда мужчины таино носили короткие юбки. Женщины таино носили юбки (нагуа) после замужествa.
Таино говорили на разновидности аравакского языка и использовали такие слова: барбакоа (барбекю), хамака (гамак), каноа (каноэ), табако (табак) и хуракан (ураган), которые вошли в испанский, английский и русский языки.

## Питание и сельское хозяйство
Основу питания таино составляли овощи, мясо и рыба. На островах никогда не водилось много крупной дичи, в пищу шла мелкая живность: грызуны, летучие мыши, дождевые черви, черепахи, утки и другие птицы.
Общины таино, обитавшие вдали от берега, больше полагались на сельское хозяйство. Свои урожаи они возделывали на конуко, больших гребнях, которые уплотнялись листьями для предотвращения эрозии и засаживались разными видами растений. Это делалось для получения урожая в любых погодных условиях. Они использовали коа, раннюю разновидность мотыги, изготовляемую целиком из дерева. Одним из основных видов корнеплодных культур, возделываемых таино, был маниок, который они употребляли в пищу в виде лепёшек, похожих на мексиканские плоские маисовые лепёшки-тортильи. Таино также выращивали маис, кабачки, бобовые, капсикум, батат, ямс, арахис и табак.

## Технологии
Таино широко применяли хлопок, пеньку и пальму для изготовления рыболовных сетей и верёвок. Их выдолбленные каноэ (каноа) имели разные размеры, и могли перевозить от 2 до 150 человек. Каноа среднего размера выдерживало около 15 — 20 человек. Таино пользовались луками и стрелами и иногда намазывали наконечники стрел разного вида ядами. Для рыбной ловли они применяли копья. В военных целях они применяли деревянные боевые дубинки (палицы), которые у них назывались «macana», были около трёх сантиметров толщиной и напоминали cocomacaque.

## Религия
Таино почитали все формы жизни и признавали важность благодарения, а также почитания предков и духов, которых они называли семи или земи. Сохранилось множество каменных изображений семи. Некоторые сталагмиты в дондонских пещерах обтёсаны в виде семи. Семи иногда имели облик жаб, черепах, змей, кайманов, а также различных абстрактных и человекоподобных лиц.
Некоторые из вырезанных семи включают небольшой столик или поднос, на который, как полагают, помещалась галлюциногенная смесь, так называемая кохоба, приготовляемая из бобов одного из видов дерева Анаденантера (Anadenanthera). Такие подносы были найдены вместе с украшенными орнаментом трубками для вдыхания через нос.
Во время некоторых обрядов таино вызывали рвоту с помощью глотательной палочки. Это делалось с целью очистки тела от нечистот, как буквального физического, так и символического духовного очищения. После ритуала поднесения хлеба вначале духам семи, затем касику, а затем и простым членам общины исполнялась эпическая песнь селения под аккомпанемент мараки и других музыкальных инструментов.
Устная традиция таино объясняет как солнце и луна вышли из пещер. В другой легенде повествуется, что люди когда-то жили в пещерах и выходили из них только по ночам, поскольку считалось, что Солнце их изменит. Происхождение океанов описывается в легенде о гигантском наводнении, которое случилось, когда отец убил своего сына (который собирался убить отца), а затем сложил его кости в бутыль из тыквы или калабас. Тогда кости превратились в рыбу, бутыль сломалась и из неё излились все воды мира.
Высшее божество называлось «юкаху́» (Yucahú), что означает «белая юка» или «дух юки», так как юка служила основным источником пищи для таино, и в этом качестве почиталась.
Таино Кискейи (Доминиканская Республика) называли его «Юкаху́ Багуа Маороко́ти», что означает «Белый Юка, великий и могучий как море и горы». Юкаху также был невидимым духом неба, матерью которого была Атабей (Atabey), матерь богов и дух воды. Среди других имён этой богини — «Гуабансекс» (Guabancex), «Атабейра» (Atabeyra), «Атабекс» (Atabex) и «Гуимазоа» (Guimazoa). «Хурака́н» (Juracán) был злым божеством штормов, хотя некоторые историки утверждают, что это всего лишь слово на языке таино, обозначающее «шторм», а на самом деле богиней штормов была «Гуабансекс». К другим менее значимым богам или «семи́» (cemíes) относятся «Бойнайель» (Boinayel, бог дождя, по другим источникам — бог солнца), посланец «Гуатаубы» (Guataubá), «Деминан Каракараколь» (Deminán Caracaracol, который сломал калабас и вызвал всемирный потоп и излияние вод), «Опиельгуабиран» (Opiyelguabirán, собакоподобное божество) и «Макетаори Гуаяба» (Maketaori Guayaba, повелитель Коайбая (Coaybay, царства мёртвых).
Таино верили, что души умерших попадают в царство мёртвых Коайбай, где они отдыхают в течение дня, а при наступлении ночи превращаются в летучих мышей и поедают фрукты гуавы.

## Колумб и таино
Христофор Колумб со своим экипажем, высадившиеся на Багамах 12 октября 1492 года, стали первыми европейцами, увидевшими народ таино. Именно Колумб назвал таино «индейцами», дав им название, которое со временем охватило все коренные народы западного полушария.
Идут дискуссии о численности таино, населявших Гаити, когда там высадился Колумб в 1492 году. Католический священник и историк того времени Бартоломе де Лас Касас писал (1561) в своей многотомной «Истории Индий»:
«На этом острове жило 60 тысяч человек, [когда я прибыл в 1508 году], включая индейцев; таким образом с 1494 по 1508 год более трёх миллионов человек погибло от войны, рабства и рудников. Кто в будущих поколениях поверит этому?»
Во время второго путешествия Колумба он начал требовать от таино на Гаити уплаты дани. Каждый взрослый таино старше 14 лет должен был отдать определённое количество золота. На раннем этапе конкисты в случае неуплаты дани ему либо причиняли увечье, либо казнили его. Позднее, опасаясь потерять рабочую силу, им приказали сдавать по 11 кг хлопка. Это опасение также привело к требованию отработки, называемой «энкомьенда» («encomienda»). В рамках этой системы таино должны были работать на испанца-владельца земли большую часть года, что оставляло им мало времени на занятие делами своей общины.

## Сопротивление колонизации
Первое вооружённое столкновение между европейцами и индейцами произошло 13 января 1493 года, когда люди Колумба хотели силой забрать с собой в Испанию в качестве трофеев нескольких сигуайев и их луки. Сигуайи кинулись на испанцев, и последние пустили в ход мечи и арбалеты и убили одного индейца и ранили в грудь другого.
В том же 1493 году, после отбытия Колумба, оставившего на северо-западном берегу острова Гаити форт Навидад (название, означающее «Рождество», было дано первой европейской колонии в Америке потому, что форт был основан 25 декабря 1492 года) с 39 вооружёнными испанцами, индейцы уничтожили форт и почти всех его защитников, а те из испанцев, кто избежал смерти от рук аборигенов, предпочли броситься в море и погибнуть в его пучине. По возвращении Колумба дружественный ему вождь провинции Марьен Гуаканагари рассказал ему, что форт уничтожили вождь провинции Магуана Каонабо и вождь провинции Сибао Маябанеш, потому что испанцы чинили насилие в отношении индейских женщин.

## Наследие таино в наши дни
Многие люди всё ещё заявляют о том, что являются потомками таино, особенно среди пуэрториканцев, как на самом острове, так и в материковой части США. Люди, заявляющие, что они являются потомками таино, активно пытаются добиться признания своего племени. Не так давно в этих целях был создан ряд организаций таино, таких, как «Объединённая конфедерация таино» (United Confederation of Taíno People) и «Племя хатибонику-таино из Борикена (Пуэрто-Рико)» (The Jatibonicù Taíno Tribal Nation of Boriken (Puerto Rico)). То, что некоторые считают движением за возрождение таино, можно рассматривать как неотъемлемую часть более широкого процесса возрождения национального самосознания и организации карибского коренного населения.
Также на Кубе, в восточных провинциях, более 1 тыс. человек сохранили до сегодняшнего дня физические признаки и элементы культуры своих предков таино.
В 1979 году испаноязычное студенческое общество «Лямбда Сигма Ипсилон» (Lambda Sigma Upsilon, Latino Fraternity, Incorporated) сделало индейцев таино своим культурным символом.